# Kempston Micro Electronics
Kempston Micro Electronics — английская компания разработчик электроники, была известна в 1980-е годы джойстиками и другой периферией для домашних компьютеров. Компания располагалась в городе Кемпстон (англ.), Англия.

## Продукция
- Интерфейсы
  - 2-Slot Motherboard — дополнение для основной платы на два порта расширения.
  - Stackable Connector — кабель для подключения внешних устройств.
  - Kempston Interface — интерфейс для подключения джойстика; позволял использовать ставшие стандартом де факто Atari-совместимые джойстики с разъёмом DE-9.
  - Kempston Mouse — интерфейс для подключения двухкнопочной мыши.
  - PPI Port — 24-канальный программируемый параллельный интерфейс ввода-вывода.
  - Centronics Interface E, Centronics Interface S — параллельный интерфейс для подключения принтера.
  - Kempston Disc Interface (KDOS Disc Interface) — обновлённая версия интерфейса SP-DOS, но со своей операционной системой KDOS

- Джойстики
  - Formula 1 и 2
  - Score Board
  - Pro 3000
  - Competition Pro
  - Competition Pro Xtra

## Фотографии

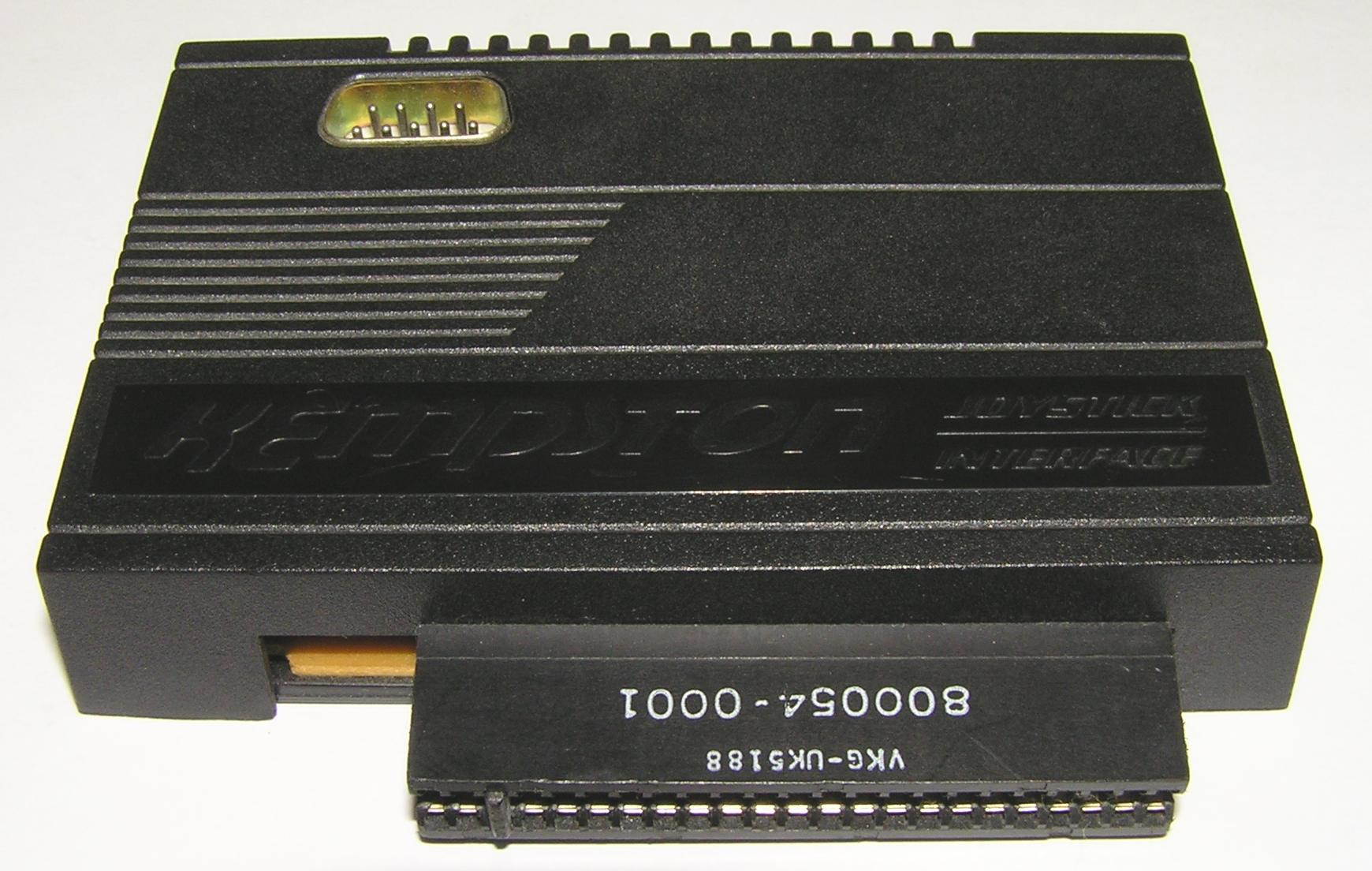
Kempston Interface
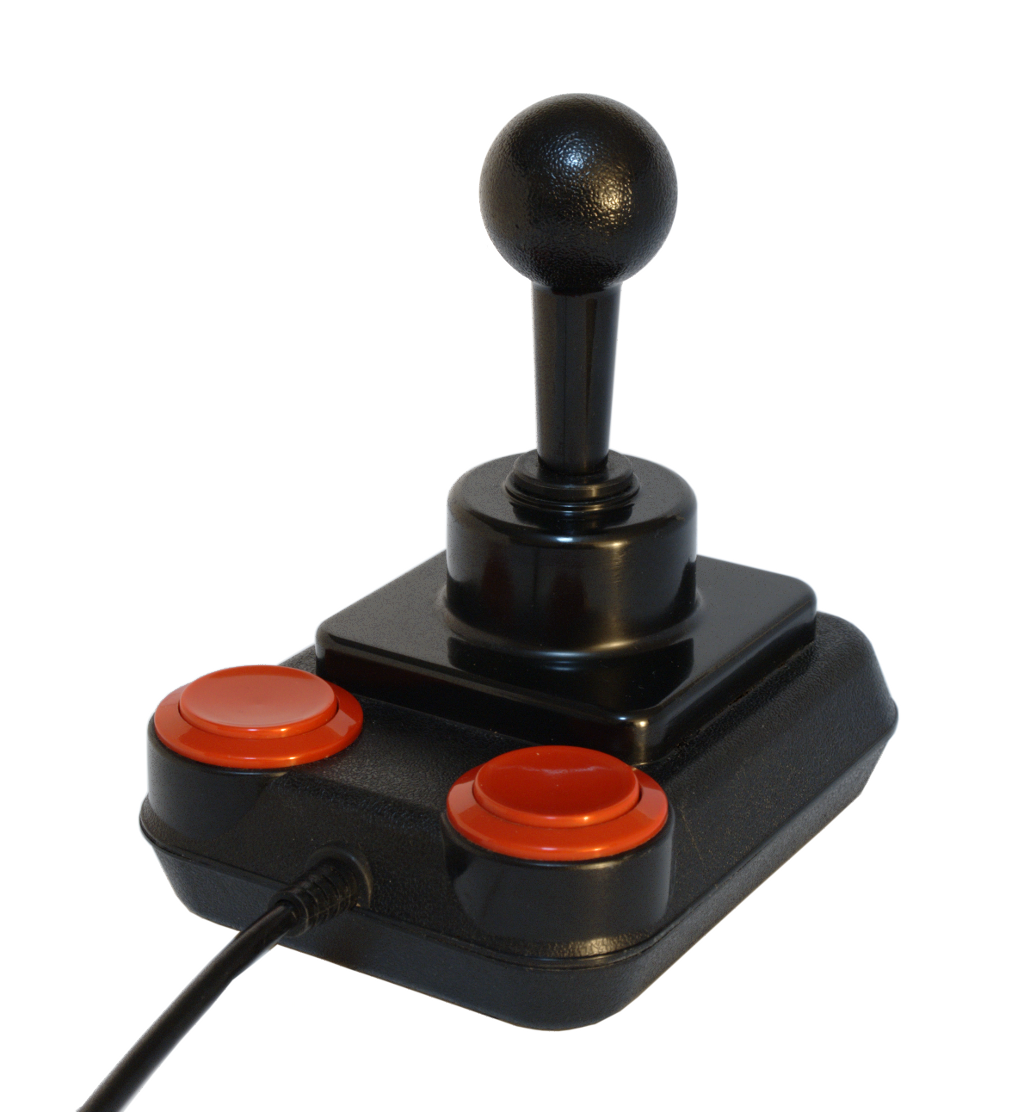
Competition Pro (первая версия)